# My Friends Tigger & Pooh
My Friends Tigger & Pooh (No Brasil: Meus Amigos Tigrão e Pooh, e em Portugal: Os Meus Amigos Tigre e Pooh) foi um  desenho animado produzido e exibido pelo Playhouse Disney (atual Disney Junior) de 12 de maio de 2007 a 9 de outubro de 2010, em 87 episódios totalizando três temporadas; mais tarde, foram lançados DVDs com episódios, além do especial Todo Mundo é Especial (original: Super Duper Super Sleuths), lançado em 6 de abril de 2010.
A série tem o bosque dos Cem Acres, em que Darby, Pooh, Tigrão e seus amigos brincam de detetives e vivem aventuras usando patinetes motorizados.

## Sinopse
Darby, Tigrão e Pooh se juntam e formam "Os Super Detetives". No entanto, quando Darby precisa de ajuda, usa a sirene para os detetives aparecerem. Eles sempre tem uma missão diferente, no qual junto com as crianças estimula a imaginação.
A série também introduz novos personagens, como o Efalante (original: Lumpy).

## Exibição no Brasil
Meus Amigos Tigrão e Pooh foi exibido no Brasil pelo Disney Junior a partir de 21 de setembro de 2020, exibindo apenas as primeiras duas temporadas até a extinção do canal em 31 de março de 2022. Desde abril de 2022, a série na íntegra está disponível no Brasil no serviço de streaming Disney+.